# Musica tonale
La musica tonale è, in senso lato, ogni tipo di musica organizzata attorno a un suono centrale, o "tonica". In senso più stretto, si chiama "tonale" la musica che stabilisce un rapporto di gerarchia tra la tonica e tutti gli altri suoni di una scala diatonica maggiore o minore. Secondo una prospettiva storica, la musica tonale è quella composta in Occidente tra l'inizio del XVII secolo e la fine del XIX. Con l'inizio del XX secolo, la musica tonale di tradizione colta è entrata in crisi, ma in altri ambiti (di musica applicata, di consumo, popolare ecc) musica più o meno basata su principi tonali ha continuato a essere scritta. Con la fine delle avanguardie e l'avvento del post-modernismo la musica tonale ha conosciuto una nuova stagione.
Attorno alla tonica, la prima nota, su cui si costruisce tutto il sistema scalare maggiore (o scala Ionica), e verso la tonica, gravitano tutti gli altri suoni. La tonica ha quindi una importanza maggiore degli altri gradi ed è anche il grado "risolutore" su cui normalmente riposa un brano.

## Struttura
La scala musicale racchiude e rappresenta un sistema tonale.

Su ogni grado della scala così formata vanno applicate le regole armoniche della formazione dell'accordo (minimo a tre parti, le triadi) che si formano su ogni nota (o grado) del sistema scalare usato. Per formare le triadi si usano la prima nota (fondamentale, o tonica se coincide col primo grado), la terza nota (mediante o caratteristica) e la quinta nota (secondo un principio di distanza dalla fondamentale). Otteniamo così tre triadi maggiori sul I, IV e V grado della scala maggiore.
Ma è a quattro parti, cioè con l'aggiunta del settimo grado, che si nota come l'accordo costruito sul I è di terza maggiore con settima maggiore (così come l'accordo costruito sul IV) ma diverso da quello costruito sul V che è di terza maggiore con settima minore. Tale accordo chiamasi dominante, ed è dal carattere tensivo (dinamico), cioè deve essere risolto su di un accordo che dia quiete e staticità. (Questo accade per effetto della tensione o dissonanza data dal quarto grado, per esempio fa, nella tonalità maggiore di do, la quale, come sottotonica dell'accordo di dominante costruito sul quinto grado, provoca instabilità che va risolta alla nota immediatamente più vicina, mi, un semitono sotto).

L'accordo di dominante costruito sul V concorre a formare, con l'accordo costruito sul I la cadenza perfetta.
Si creano pertanto delle relazioni melodiche e delle relazioni armoniche e degli effetti tra i suoni intorno ai gradi principali: la tonica (o primo grado della scala), che esprime la risoluzione di un rapporto, la dominante (o quinto grado della scala), che esprime la tensione di un rapporto, e la sottodominante (o quarto grado della scala). Pertanto i gradi I, IV e V, in tale successione, attestano inequivocabilmente una tonalità (oltre a rappresentare una cadenza mista).

I gradi rimanenti sono, in vario modo, relazionati e subordinati a questi. Sul sesto grado, invece, chiamato di sopradominante, si forma la cosiddetta scala minore (o Eolia).

Armonicamente gli accordi costruiti su tali gradi vengono messi in relazione tra loro (o concatenati gli uni agli altri) e danno luogo a quelle che vengono chiamate progressioni di accordi, che esprimono delle cadenze, formule musicali fisse, conclusive di un brano, di un periodo o di una frase musicale.

## Storia
Fu Gioseffo Zarlino, nel Cinquecento, ad introdurre il principio della tonalità e la teoria della formazione dell'accordo, ma già molto prima Pitagora aveva fondato il suo sistema basato sugli armonici e sui loro rapporti matematici e aveva affrontato lo studio degli armonici naturali.
La semplificazione e lo sgretolamento del sistema modale con le sue sette scale, ha portato alla contrapposizione di due sole scale modali tra loro: Ionica, costruita sul I,e detta scala maggiore, cui corrisponde un accordo maggiore, e Eolia, costruita sul VI, cui corrisponde un accordo minore.
Storicamente la musica tonale è la grande maggioranza della musica esistente: essa si impose in Europa e nel mondo occidentale tra il XVII e il XVIII secolo e iniziò il suo declino nel corso del XIX secolo, messa in discussione, in particolare, da Richard Wagner e Franz Liszt sino ad arrivare alla dodecafonia di Arnold Schönberg e alla atonalità. La musica d'uso e la musica popolare, oltre a un gran numero di compositori novecenteschi neoclassici (si pensi a Igor' Fëdorovič Stravinskij o a Ottorino Respighi) e scuole nazionali ispirate al folklore (specie in area balcanica), hanno tuttavia continuato ad usare procedimenti tonali fino ai nostri giorni.
La caratteristica principale della musica tonale, rispetto a quella precedente (pre-tonale o modale) e a quella successiva (post-tonale, cromatica, atonale, seriale) è la sua forte spinta verso la risoluzione cadenzale. La musica tonale è in grado di creare un campo temporale orientato in senso teleologico; non a caso essa si sviluppa parallelamente al concetto moderno di storia e a quello di progresso. La forza della tonalità ha permesso al linguaggio musicale una espansione quale non aveva conosciuto in tutta la sua storia precedente: basti pensare che la stragrande maggioranza delle opere musicali che oggi fanno parte del repertorio rientra in questa categoria.